# Clortalidone
Il Clortalidone è un farmaco diuretico di indicazione specifica contro l'ipertensione.

## Struttura della molecola
Il clortalidone in ambiente acquoso si trova in equilibrio tra due forme possibili. Questa particolarità è dovuta ad un'interazione intermolecolare che vede l'attacco nucleofilo da parte dell'azoto della funzione ammidica sul carbonio del carbonile direttamente legato ai due anelli aromatici.

## Indicazioni
È utilizzato come medicinale in cardiologia contro lo scompenso cardiaco e l'ipertensione, ed in medicina interna per il trattamento di edemi ed asciti.

## Controindicazioni
Malattia di Addison, ipokaliemia refrattaria, iponatriemia.

## Dosaggi
- Ipertensione, 25 mg al giorno (dose massima 50 mg al giorno)
- Scompenso cardiaco, 25–50 mg al giorno (dose massima 200 mg al giorno)
- Edema, 50 mg al giorno

## Farmacodinamica
I diuretici favoriscono l'eliminazione del liquido in eccesso nella circolazione sanguigna, attraverso la riduzione del NaCI e diminuendo di conseguenza la massimale.

## Effetti indesiderati
Alcuni degli effetti indesiderati sono ipotensione, cefalea, iponatremia, gotta, vertigini, nausea, impotenza, vomito, febbre, ipercalcemia, ipoglicemia, iperuricemia, affaticamento, rash.